# 邊希峰
邊希峰（1942年6月8日—2023年9月18日），韓國男演員。1966年MBC第2期公開招募演員，早年以本名邊仁徹（변인철）進行演藝活動，1977年開始啟用藝名。2023年9月18日，因胰腺癌復發而辭世。

## 經歷
- 韓國廣播演劇協會名譽會員

## 演出作品

### 電視劇
- 1981年：MBC《第1共和國》飾演 安在鴻
- 1991年：MBC《黎明的眼睛》飾演 朴春琴
- 1998年：SBS《順風婦產科》飾演 權伍中的父親
- 1999年：MBC《醫道》
- 2000年：MBC《乞丐王子》
- 2000年：KBS《小說牧民心書》
- 2002年：KBS《帝國的早晨》飾演 金兢律
- 2003年：MBC《1%的可能性》飾演 李奎哲
- 2003年：MBC《茶母》飾演 刑判
- 2004年：KBS《第二次求婚》
- 2004年：SBS《2004人間市場》
- 2005年：SBS《綠薔薇》
- 2005年：SBS《我的女孩》飾演 薛會長
- 2006年：KBS《偉大的遺產》飾演 鄭日道
- 2006年：MBC《白色巨塔》飾演 吳慶煥
- 2007年：SBS《魔女由熙》飾演 馬會長
- 2009年：KBS《松藥店的兒子們》飾演 宋時烈
- 2010年：KBS《學習之神》飾演 車基奉
- 2010年：KBS《總統》飾演 高常烈
- 2010年：SBS《我的女友是九尾狐》飾演 車風
- 2011年：KBS《榮光的在仁》飾演 金融界的點金神手
- 2012年：MBC《I do I do》
- 2012年：KBS《嗚啦啦夫婦》飾演 月下老人
- 2012年：KBS《學校2013》
- 2013年：MBC《歐若拉公主》飾演 歐大山
- 2013年：MBC《火之女神井兒》飾演 文師承
- 2014年：tvN《花樣爺爺搜查隊》飾演 韓元彬
- 2014年：MBC《Drama Festival－我人生的惑》飾演 盼植
- 2014年：SBS《皮諾丘》飾演 崔功必
- 2015年：KBS《守護家族》飾演 鄭洙峰
- 2016年：JTBC《Madame Antoine》飾演 金文坤
- 2016年：MBC《吹吧，美風啊》飾演 金德天
- 2019年：KBS《鄰家律師趙德浩2：罪與罰》飾演 國賢一
- 2019年：OCN《圈套》飾演 金信宇

### 電影
- 2001年：《火山高校》飾演 講學士
- 2003年：《菊花香氣》
- 2003年：《老師金奉斗》
- 2003年：《殺人回憶》飾演 具希峰
- 2003年：《春風吹拂》
- 2004年：《再見UFO》
- 2004年：《我們全村都不是人》
- 2004年：《女老師VS 女學生》
- 2005年：《人民公敵續集》
- 2005年：《哭泣的拳頭》
- 2006年：《郡守與里長》
- 2006年：《駭人怪物》飾演 阿斗的父親
- 2006年：《好好過日子》
- 2008年：《驚險遊戲》
- 2009年：《舉起金剛》
- 2010年：《超能力者》
- 2011年：《與敵同寢》
- 2012年：《我是王》飾演 沈奕
- 2012年：《間諜》飾演 尹顧問
- 2013年：《王牌巨猩》飾演 葳葳的爺爺
- 2017年：《玉子》飾演 熙奉
- 2019年：《量子物理學》飾演 白老爺
- 2019年：《暗夜門徒》

## 獲獎
- 1982年：MBC演技大賞演技賞
- 2004年：KBS演技大賞男子特輯短劇賞
- 2006年：第27屆青龍電影獎最佳男配角獎
- 2006年：第51屆亞太電影節最佳男配角獎
- 2007年：第4屆最佳電影獎最佳男配角獎
- 2023年：第9屆APAN Star Awards功勞獎
- 2024年：第15屆韓國電視劇節功勞獎

## 外部連結
- NAVER （页面存档备份，存于）